# Папужець гімалайський
Папужець гімалайський (Psittacula himalayana) — вид папугоподібних птахів родини Psittaculidae. Поширений у Південній Азії.

## Поширення
Вид поширений у Гімалаях та прилеглих районах. Ареал простягається від східного Афганістану через північну Індію до Непалу. Вид зазвичай зустрічається на висоті 460—2400 метрів у своєму природному середовищі існування у гірських і долинних лісах.

## Опис
Гімалайський папуга досягає 33-37 см завдовжки, з яких близько 20-25 см займає хвостове пір'я. Вага близько 60 г. У самців чорна голова, яка майже повністю відділена коміром від зеленого оперення. Також мають червону нашивку на плечі. Самиці відрізняються забарвленням оперення з сірою головою з відтінками чорного з чітким чорним коміром. Їхній комір, як правило, має блакитнувату оборку. На них повністю відсутня червона нашивка на плечі. Верхній дзьоб червоно-помаранчевий, а нижній — помаранчевий в обох статей.

## Спосіб життя
Харчуються плодами камфорного дерева, дерену, калини, насінням сумаху, дерева капок та стручками дальбергії. У деяких місцях гімалайські папуги також нападають на горіхові, яблуневі та грушеві сади, а також на кукурудзяні поля, тому в деяких регіонах вони вважаються шкідниками сільськогосподарських культур.
Період розмноження гімалайських папуг починається в кінці квітня і триває до червня. Вони гніздяться у дуплах. У гнізда відкладають 3-6 яєць, а молодняк вилуплюється приблизно через 7 тижнів після відкладання другого яйця. Після вилуплення дитинчата проводять у гнізді близько двох місяців. Самиця спить з пташенятами в гнізді близько 3 тижнів. Коли пташенята залишають гніздо, вони сильно втрачають вагу, тому що кілька днів зовсім не їдять або їдять дуже мало. Це робиться для того, щоб перший політ був максимально легким; після першого польоту молодняк деякий час годують батьки і всі інші дорослі птахи в зграї. Дорослі птахи без дитинчат виступають хрещеними батьками для молодих птахів протилежної статі.